# Спіріна Ірина Дмитрівна

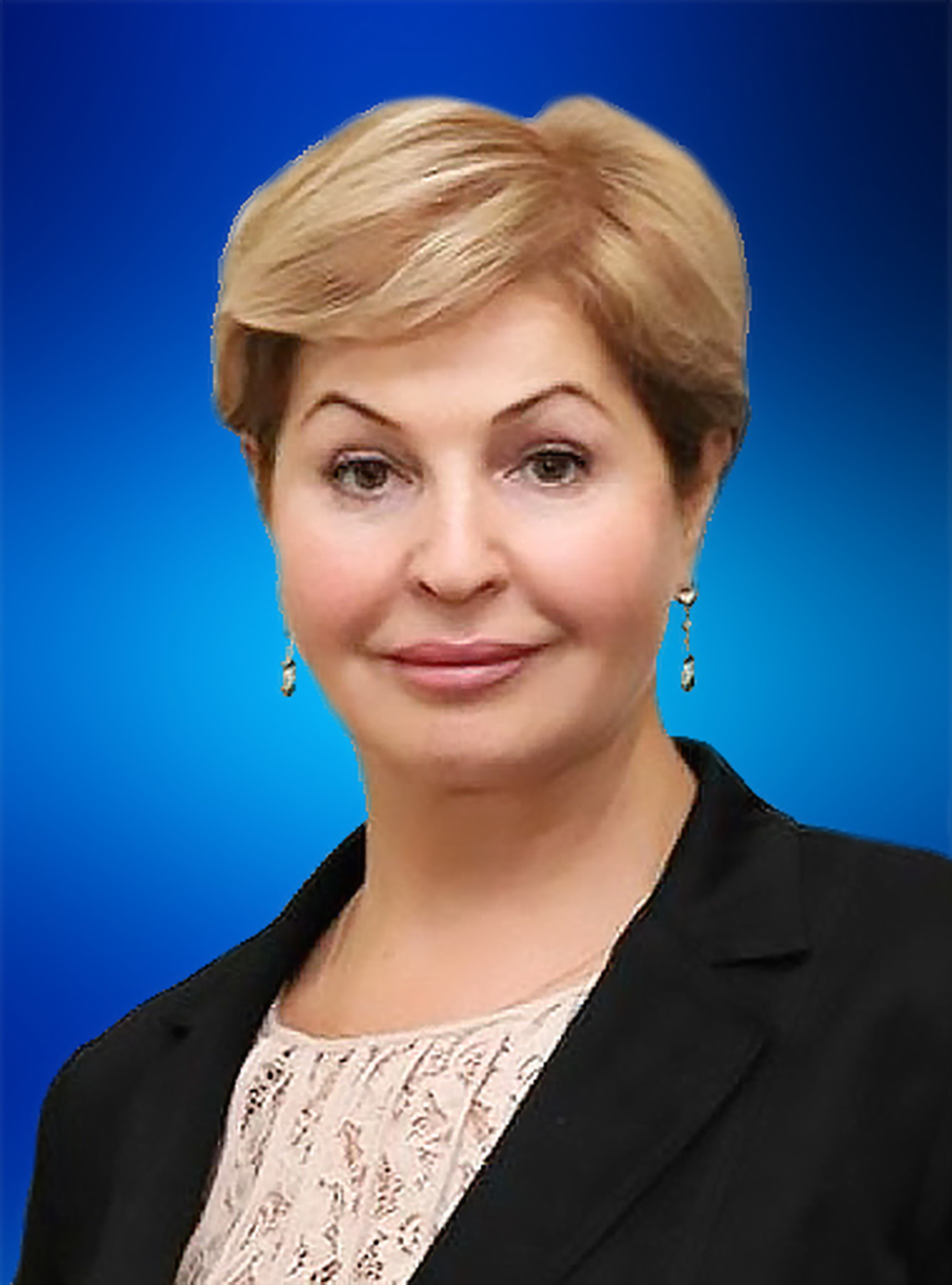
Ірина Дмитрівна Спіріна

Спіріна Ірина Дмитрівна (15 березня 1959, Потсдам, Німеччина) — український політик, лікар за фахом, народний депутат України VII скликання від КПУ. Доктор медичних наук, професор (1996).

## Життєпис
Ірина Спіріна закінчила у 1982 педіатричний факультет Дніпропетровського медичного інституту, за спеціальністю «Педіатрія».
У 1982—1986 роках працювала лікарем-психіатром дитячої міської клінічної лікарні № 3 ім. Руднєва, обласної психіатричної лікарні, Софіївської центральної районної лікарні Дніпропетровської області.
З 1986 по 1988 рік була клінічним ординатором кафедри психіатрії Дніпропетровського медичного інституту.
З жовтня 1988 року Спіріна обіймає посаду асистента, з 1992 — завідувача кафедри, з квітня 1993 — доцента, а з червня 1996 — завідувача кафедри психіатрії загальної і медичної психології Дніпропетровської медичної академії. За роки роботи в академії має більше 320 публікацій наукового, методичного та просвітницького характеру.
У червні 1996 р. І.Д.Спіріній присвоєно вчене звання професора кафедри психіатрії загальної та медичної психології.
І.Д.Спіріна стояла у витоків спеціальності «Медична психологія», яка була введена в перелік лікарських спеціальностей наказом МОЗ України від 19.12.1997 р. № 360, була розробником типових навчальних програм та планів. З 1998 р. кафедра визнана опорною з дисципліни «Медична психологія» серед медичних вузів України, у зв’язку з чим проводиться вивчення психічних розладів при соматичних захворюваннях (гіпертонічна хвороба, церебральний атеросклероз, суспільно значущі інфекційні хвороби, патологія крупних суглобів).
Під загальною редакцією професора І.Д.Спіріной в 2011 році був виданий українською мовою єдиний національний підручник «Медична психологія», (2012 – російською мовою, 2014 - англійською) за яким займаються майбутні медики всієї країни. У 2019  та  2022 році видано нову редакцію підручника (Спіріна І. Д.  Медична психологія. Д.: ЛІРА, 2022). 
І.Д.Спіріна член атестаційної комісії психіатрів та наркологів Дніпропетровської області, член Дніпропетровської міжрегіональної міжвідомчої ради з встановлення причинного зв’язку захворювань через участь у ліквідації наслідків на ЧАЕС.
У 2012 році І.Д.Спіріній присвоєно звання «Заслужений лікар України». 
У грудні 2012 Ірина Спіріна стала народним депутатом України VII скликання з від КПУ, була № 3 у партійному виборчому списку. На час виборів — завідувач кафедри психіатрії загальної і медичної психології Дніпропетровської медичної академії, член КПУ. У ВРУ займала посаду першого заступника голови Комітету з питань охорони здоров'я (з грудня 2012).
Керівник групи з міжпарламентських зв'язків з Республікою Куба.